# The Tennessee Three

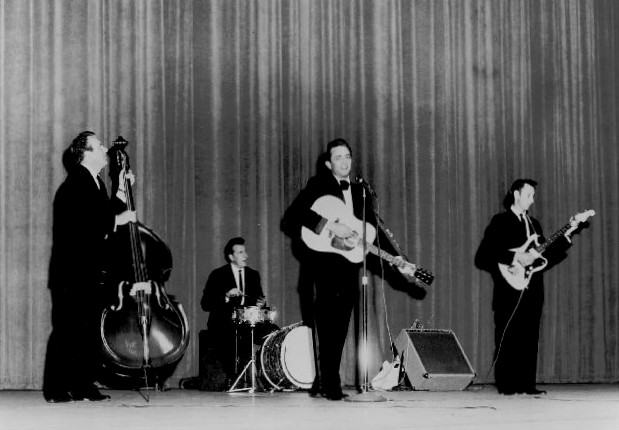
Johnny Cash treedt op met The Tennessee Three in 1963. V.l.n.r. Marshall Grant, W.S. "Fluke" Holland, Johnny Cash, Luther Perkins.

The Tennessee Three was de begeleidingsgroep van countryzanger Johnny Cash die in 1954 ontstond als The Tennessee Two.

## Geschiedenis
Johnny Cash werd in zijn vroege jaren in Memphis (Tennessee) begeleid door een tweemanschap, bestaande uit Marshall Grant, eerst gitarist maar al snel contrabassist, en Luther Perkins, die een Fender Telecaster bespeelde. Ze kenden elkaar als monteurs bij een autobedrijf waarvan Cash' oudere broer Roy de manager was. Terwijl Johnny Cash werkte aan een carrière als radio-omroeper, trad hij 's avond op met de Tennessee Two. Hun repertoire bestond uit gospelmuziek, maar pas toen ze in 1955 overstapten naar rockabilly kregen ze hun eerste platencontract van producent Sam Phillips van Sun Records.
'The Tennessee Two' werden 'The Tennessee Three' toen W.S. Holland, die met onder anderen Carl Perkins had gewerkt, zich in 1960 als drummer bij de band voegde. Hun handelsmerk werd een speciale boom-chick-a-boom sound die hun countrymuziek in combinatie met Cash' karakteristieke stemgeluid zeer herkenbaar maakte.
Luther Perkins stierf op 5 augustus 1968 aan brandwonden, nadat hij twee dagen eerder thuis in slaap was gevallen met een brandende sigaret. Hij werd opgevolgd door Bob Wootton, die ruim 30 jaar de gitarist van Johnny Cash bleef. Ter nagedachtenis aan Luther Perkins brachten 'The Tennessee Three' in 1971 het instrumentale album The Sound Behind Johnny Cash  uit.
De naam 'The Tennessee Two/Three' werd na 25 jaar afgeschaft toen Cash in 1980 besloot de band te herformeren, uit te breiden en 'The Great Eighties Eight' te noemen.
In 2007 werden de oorspronkelijke 'Tennessee Two' (Grant en Perkins) opgenomen in de Musicians Hall of Fame in Nashville (Tennessee).
Na de dood van Johnny Cash in 2003 bestonden 'The Tennessee Three' opnieuw van 2006 tot 2009 met als leden Bob Wootton, zijn vrouw Vicky Wootton en zijn dochter Scarlett Wootton. Aanvankelijk was drummer W.S. "Fluke" Holland ook van de partij, maar er ontstond onenigheid en hij richtte de 'W.S. Holland Band' op. Zijn plaats in 'The Tennessee Three' werd ingenomen door Rodney Blake Powell. De groep ging op internationale tournee en bracht als eerbetoon aan Johnny Cash een cd uit, getiteld The Sound Must Go On. In 2012 gingen 'The Tennessee Three' nog eens de studio in voor een vervolgalbum, All Over Again.